# Saddle Island (Südliche Orkneyinseln)
Saddle Island (englisch für Sattelinsel, in Argentinien gleichbedeutend Isla Montura) ist eine rund 3 km lange Insel im Archipel der Südlichen Orkneyinseln. Sie liegt 9 km nördlich des westlichen Endes von Laurie Island. Besonderes Merkmal dieser Insel sind ihre zwei Berggipfel, die durch einen tief eingeschnittenen und mit Felsen durchsetzten Sattel auf Meereshöhe getrennt werden.
Der britische Seefahrer James Weddell entdeckte sie 1823 und benannte die Insel nach ihrer Form.